# Танец на шесте

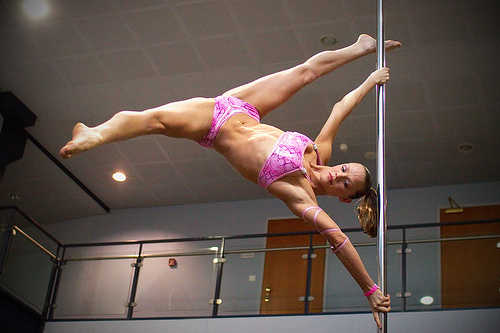
Элемент «флажок»

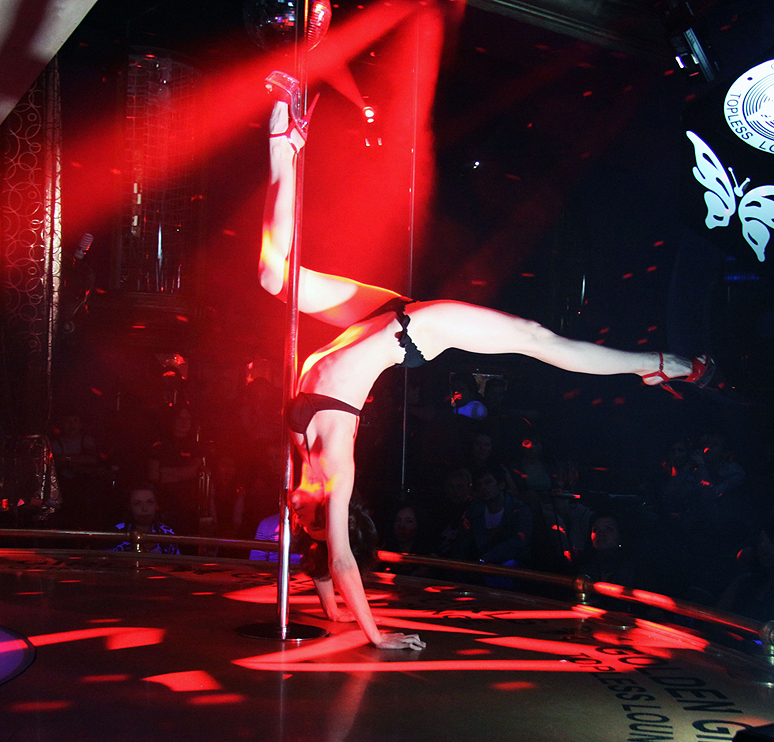
Танец в закрытом помещении

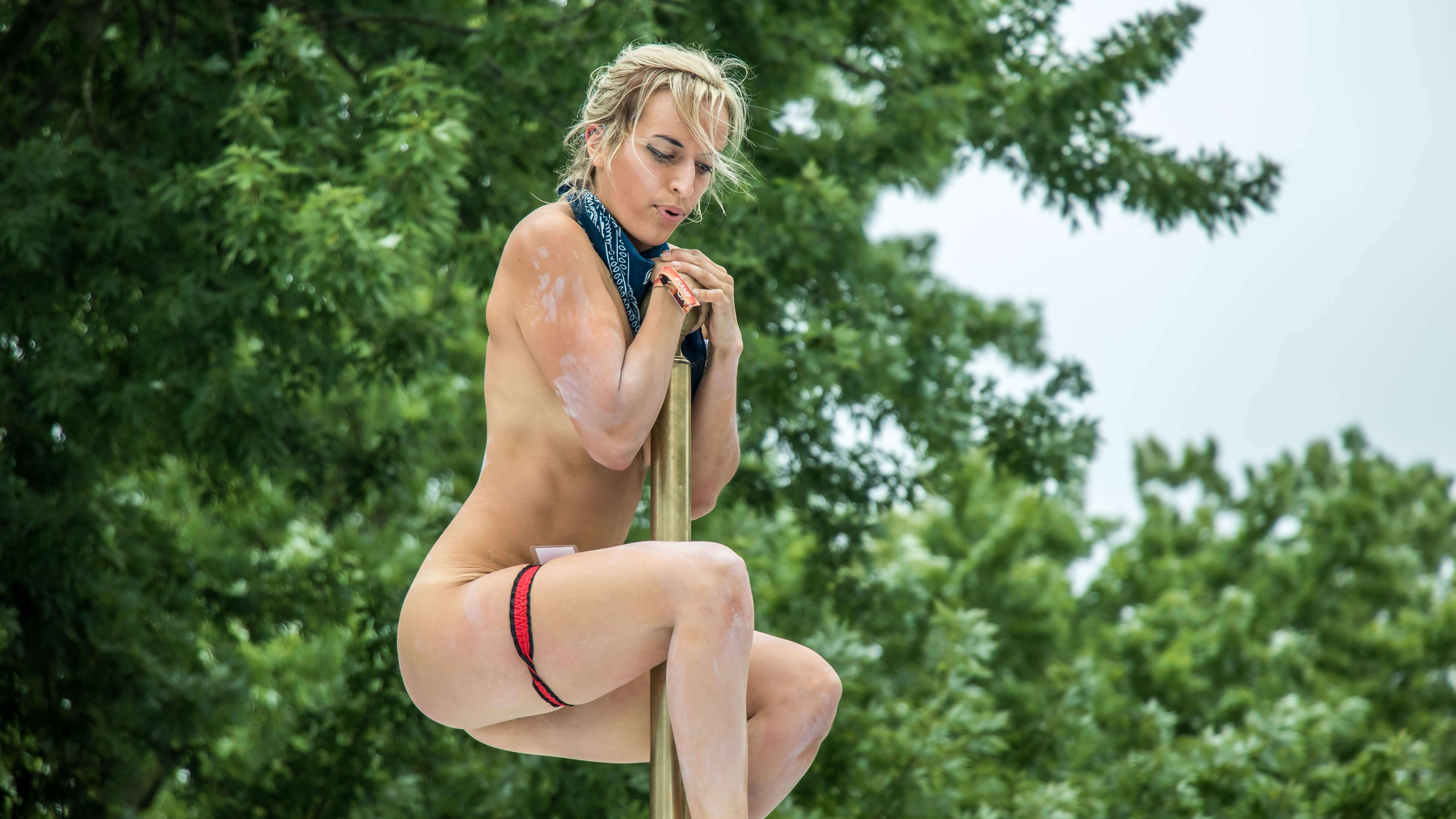
Разновидность соревнований при естественном освещении, под открытым небом (без упора в потолок)

Танец на шесте (танец на пилоне, шестовая акробатика, пилонный танец, англ. pole dance) — разновидность танца, в котором исполнитель выступает на одном или двух пилонах (шестах), сочетая элементы хореографии, спортивной гимнастики, акробатики. Изначально это был чисто эротический танец, но в настоящее время также развивается как форма акробатики, не связанная напрямую с эксплуатацией сексуальности. Зачастую ошибочно путают со стриптизом, в отличие от стриптиза не всегда происходит раздевание догола и используются некоторые элементы акробатики.
Танец на пилоне можно разделить на два основных направления:
- артистический танец, предусматривающий соревнования спортсменов по специально разработанным программам;
- эстрадный танец развлекательного характера, в том числе для привлечения зрителей на различные мероприятия.

Вопреки мнениям отдельных представителей этого направления, спортом, в классическом его понимании не считается, так как не существует методик подготовки и разрядов, характерных для спортивных дисциплин.

## Фитнес
Спортивные школы и танцевальные клубы предлагают занятия по шестовому танцу и другим направлениям пилона как упражнения для растяжки, проработки мышц ног и рук и отдельно для развлечения.
Танец развивает мышцы верхней части тела при удержании собственного веса в различных положениях, а также спины, в основном, при стойках на руках, и пресса, поддерживая в тонусе всё тело.
Различные элементы танца исполняются на разном уровне.
- В верхнем уровне пилона выполняются акробатические трюки на пилоне на высоте более 2 метров над полом.
- В среднем уровне пилона выполняются вращения вокруг пилона (более 360 градусов), а также элементы пластики и прочие динамические элементы на высоте 1—1,5 метра над полом.
- Нижний уровень означает партер, элементы пластики и акробатики, выполняемые с пилоном и без него на полу.

При всей кажущейся лёгкости движений танец требует значительной выносливости, гибкости, координации, грации и ловкости. Хорошая растяжка, общий мышечный тонус и сила мышц верхней и нижней части тела являются существенным преимуществом для занятий.

## Pole Exotic

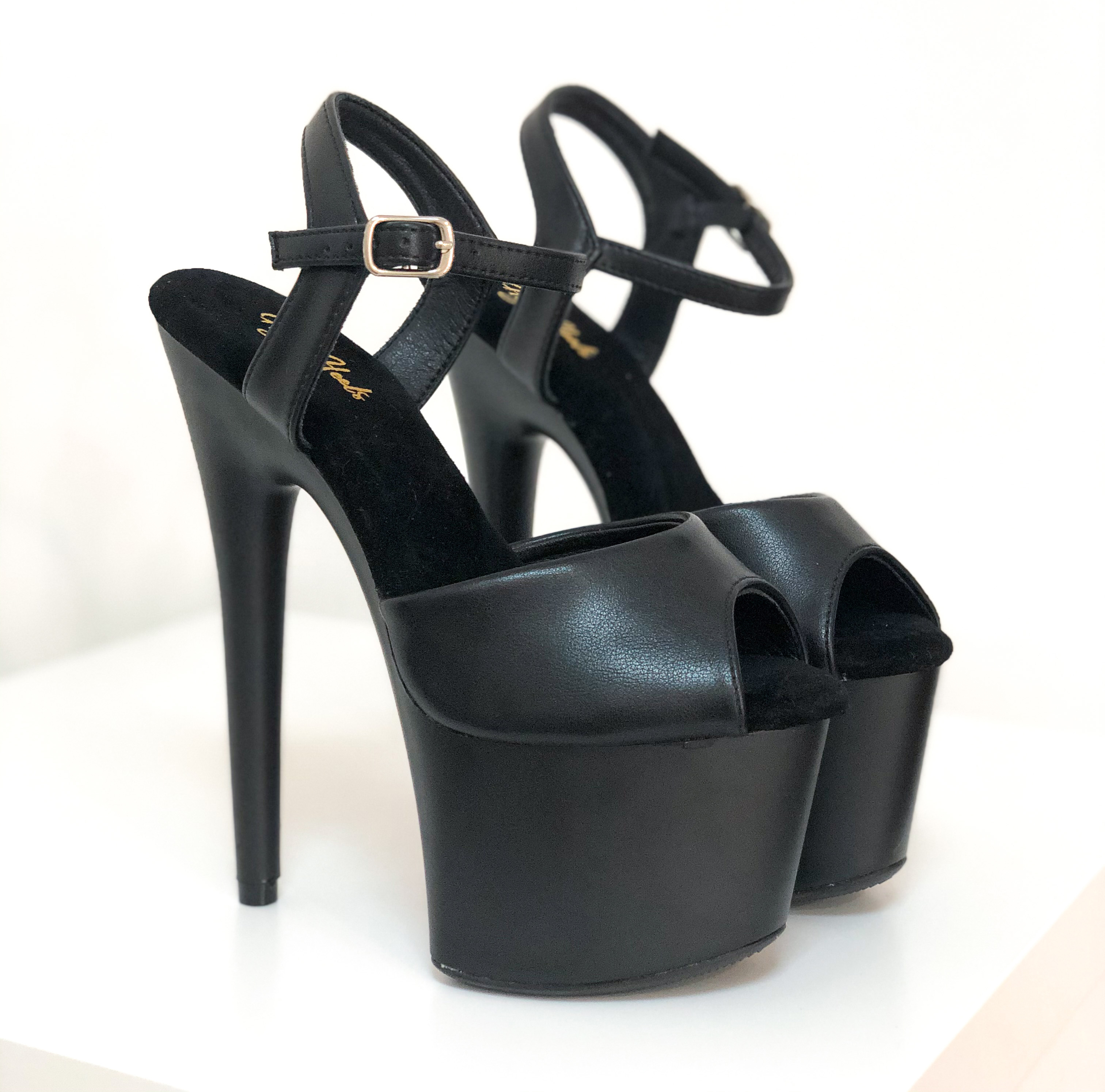
Стрипы — специальная обувь для Pole Exotic, имеют литую негнущуюся платформу с высоким каблуком

Данный танец выполняется в специальной обуви на высоких каблуках — стрипах, или ботфортах (сапожках). Различают следующие виды Exotic:
1. Exotic flow. Данный вид характеризуется изящностью, плавными, медленными и женственными движениями. Большую часть танца занимают акробатические сложные трюки на пилоне.
2. Exotic hard. Этот танец включает в себя энергичные резкие и нередко грубые движения вокруг шеста на полу под быструю музыку. Движения на шесте занимают незначительное время, а акробатические трюки почти отсутствуют.
3. Old school

## Оборудование
Шест («пилон») для танцев — металлическая полированная труба с диаметром от 40 мм для хвата руками и зацепления ногами. Изготавливается из нержавеющей стали, стали с хромовым или титановым покрытием, латуни или даже пластика. Полированная нержавеющая сталь считается оптимальным материалом, так как обеспечивает быстрое и плавное скольжение, оставляя возможность фиксации за счёт хорошего сцепления с кожей. Латунь, напротив, позволяет надёжнее удерживаться и медленнее скользить.
Пилоны бывают статичными и вращающимися. Последние чаще используется для эстрадных выступлений — благодаря большей инерции и динамичности выполняемых на нём движений создается лучший визуальный эффект. Конструкция такого пилона предусматривает наличие подшипников и стопорных винтов. На соревнованиях спортсмены выступают на двух пилонах, чередуя их во время исполнения программы для демонстрации различных навыков.
Установка и закрепление пилонов, в зависимости от их применения, могут быть различными. Наиболее распространённый вариант крепления пилона — в распор. Пилон не крепится стационарно к полу и потолку и держится за счёт распорного давления. Также пилон может иметь одно стационарное крепление: либо к потолку, что обеспечивает его большую надёжность и простоту сборки по сравнению с полностью распорными снарядами, либо к полу, для установки на открытом воздухе или в помещениях с высокими потолками. Как правило, такие пилоны монтируются на утяжелённой платформе и имеют ограничения по нагрузке, высоте, диаметру и толщине стенки трубы.
Пилоны, используемые для профессиональных выступлений и тренировок, обычно имеют жёсткое крепление к потолку и полу для дополнительной надёжности. При этом шест снимается, и крепеж остаются на месте. Существуют модели шестов со стопором, позволяющим разрешать или запрещать вращение шеста самой гимнасткой во время выступления, что позволяет в одном танце использовать самые разнообразные приёмы и вращения. Современные технологии позволяют устанавливать пилоны в любых помещениях, даже с отсутствием несущих конструкций на потолке.

### Китайский пилон
Китайский пилон (англ. Chinese pole) — пилон, используемый в китайском цирке, отличается прорезиненной поверхностью для лучшего сцепления. В отличие от традиционного пилона, для захвата шеста не требуется обязательного сцепления кожи, и можно танцевать в одежде. Пилоны обычно составляют от 3 до 9 метров (10—30 футов) в высоту и приблизительно от 2 до 3 дюймов (5—8 см) в диаметре.

## Распространение
Различные направления упражнений на пилоне распространены во всем мире. Наибольшее развитие они получили в Европе, США и Австралии. Растущее мировое сообщество любителей пилонного танца стремится к тому, чтобы упражнения на пилоне серьёзно воспринимались и как спорт, и как вид искусства.

## Развитие упражнений на пилоне в России
По состоянию на 1 января 2016 года в России зарегистрированы следующие организации, развивающие различные направления танцевально-акробатических и спортивных дисциплин на пилоне:
- Межрегиональная общественная организация танца на пилоне и фитнеса (МОО ТПФ)
- Российская федерация спорта на пилоне и воркаута (РФСПВ)
- Федерация спортивной хореографии России[3]
- Федерация шестовой акробатики России[4]

## Спорт на пилоне как официальный вид спорта
В конце января 2014 года Российскую Федерацию Спорта на Пилоне и Воркаута приняли в члены Комитета Национальных и Неолимпийских Видов Спорта (КННВС). 23 июля Международная Федерация Пилонного Спорта (IPSF) получила письмо от SportAccord и Международной Федерации Спортивной Гимнастики, в котором говорится о присуждении официального статуса Pole Sport (пилонному спорту) и, собственно, самой Федерации в качестве управляющей структуры пилонного спорта. Также, было сказано, что МФСГ не будет против включения Pole Dance в программу World Games (вторые после Олимпийских игр международные соревнования).
В сентябре Международная федерация пилонного спорта (IPSF) подписала кодекс WADA. В октябре 2016 года IPSF подала заявку в МОК на включение в Олимпийскую программу 2020 года. В международную федерацию входят 22 национальных федераций.
Пилонный спорт официально признан в России Приказом Министерства спорта Российской Федерации от 21.06.2021 № 448 «О признании и включении во Всероссийский реестр видов спорта спортивных дисциплин, видов спорта и внесении изменений во Всероссийский реестр видов спорта» (приказ зарегистрирован 26.07.2021 № 64372, вступил в силу 6 августа 2021 г.) Номер-код вида спорта — 1870001411Б. .

## Чемпионаты и соревнования
Интерес к пилонному танцу и спорту на пилоне в мире не ослабевает. В артистичеcком пилонном танце с 2003 года проводятся различные международные конкурсы и чемпионаты. Правила таких конкурсов запрещают излишнее обнажение тела и интимные жесты во время выступлений с целью отделить пилонный танец от стриптиза, акцентировать внимание на атлетизме и артистизме, а не на сексуальной привлекательности исполнителя. На некоторых соревнованиях запрещены одежда и обувь из кожи, латекса, лака, стрипы, одежда эротической направленности.
Для спортсмена важно уметь сочетать трюки, переходы между ними должны быть «чистыми». Большое внимание при оценке выступлений на чемпионатах уделяется качеству исполнения трюков и проработанности таких деталей, как натянутые носки и прямые колени. В большинстве случаев приветствуются оригинальные связки элементов и связь акцентов в движениях с акцентами в музыкальном сопровождении.

### Чемпионаты Мира по версии World Pole Sport & Fitness
- 2011 г. Будапешт, Венгрия. 01.10.2011 г.
- 2012 г. Цюрих, Швейцария. 10.11.2012 г.
- 2013 г. Цюрих, Швейцария. 02.07.2013 г.
- 2014 г. Кроули, Великобритания. 01.02.2014 г.

Будапешт: победительница в женском соло — танцовщица из Республики Беларусь Алеся Вазмицель.

### Чемпионаты Мира по версии Международной Федерации спорта на пилоне (IPSF)
- 2012: Лондон, Великобритания, 19—20 июля 2012 года.
- 2013: Лондон, Великобритания, 20—21 июля 2013 года.
- 2014: Лондон, Великобритания, 19—20 июля 2014 года.
- 2015: Лондон, Великобритания, 25—26 июля 2015 года (Женщины 18-39 лет: серебро — Кристина Думанская, Санкт-Петербург; бронза — Наталья Кнышева, Омск).
- 2017: Хертогенбос, Нидерланды, 30 июня — 2 июля 2017 года (Женщины 18-39: бронза — Наталья Кнышева, Омск ).
- 2018: Таррагона, Испания, 14-16 июля 2018 года ( Женщины 18-39, дуэты: золото- Светлана Никонова и Екатерина Абрамова, Санкт-Петербург, серебро- Ксения Ивлюшкина и Екатерина Илиндеева, Кемерово)
- 2019: Монреаль, Канада, 3-6 октября 2019 года (Женщины 40+: бронза- Светлана Подольская, Челябинск)
- 2021: Онлайн Чемпионат мира, 21-24 октября 2022 года (Женщины 18-39: бронза - Наталья Кнышева, Омск).
- 2022: Лозанна, Швейцария, 27-30 октября. Команда России не принимала участия.

### Чемпионаты и соревнования, проводимые в России
В России ежегодно проходят соревнования или фестивали по пилонному спорту, в которых участвуют спортсмены в возрасте от 6 до 50+ лет по направлениям "Спортивный пилон" и "Артистический пилон", организаторами этих локальных фестивалей выступают частные школы, студии или клубы.
Отдельно свои ежегодные квалификационные соревнования проводит Федерация пилонного спорта и воздушной гимнастики России www.polesports.ru  , в которых только победители после своих региональных отборочных турниров получают право участвовать в Чемпионате России.
Соревнования проводятся по единой системе правил, утверждённой Международной Федерацией спорта на пилоне (IPSF). Победители Чемпионата России в каждой категории получают право участия в Чемпионате мира.